# Vidče
Vidče é uma comuna checa localizada na região de Zlín, distrito de Vsetín.